# Little Boy Lost (film 1953)
Little Boy Lost – amerykański dramat filmowy z października 1953 roku w reżyserii George'a Seatona, w którym występują Bing Crosby, Claude Dauphin i Christian Fourcade.
Film był prezentowany na festiwalu filmowym w Cannes.

## Obsada
Na podstawie:
- Bing Crosby jako Bill Wainwright
- Claude Dauphin jako Pierre Verdier
- Christian Fourcade jako Jean
- Gabrielle Dorziat jako Mother Superior
- Nicole Maurey jako Lisa Garret
- Colette Deréal jako Nelly
- Georgette Anys jako Madame Quilleboeuf
- Peter Baldwin jako porucznik Walker